# Medicago
Medicago L., 1753 è un genere di piante erbacee e arbustive della famiglia delle Fabacee (o Leguminose).
La specie più nota è Medicago sativa, nota come erba medica, largamente coltivata come foraggio.

## Descrizione

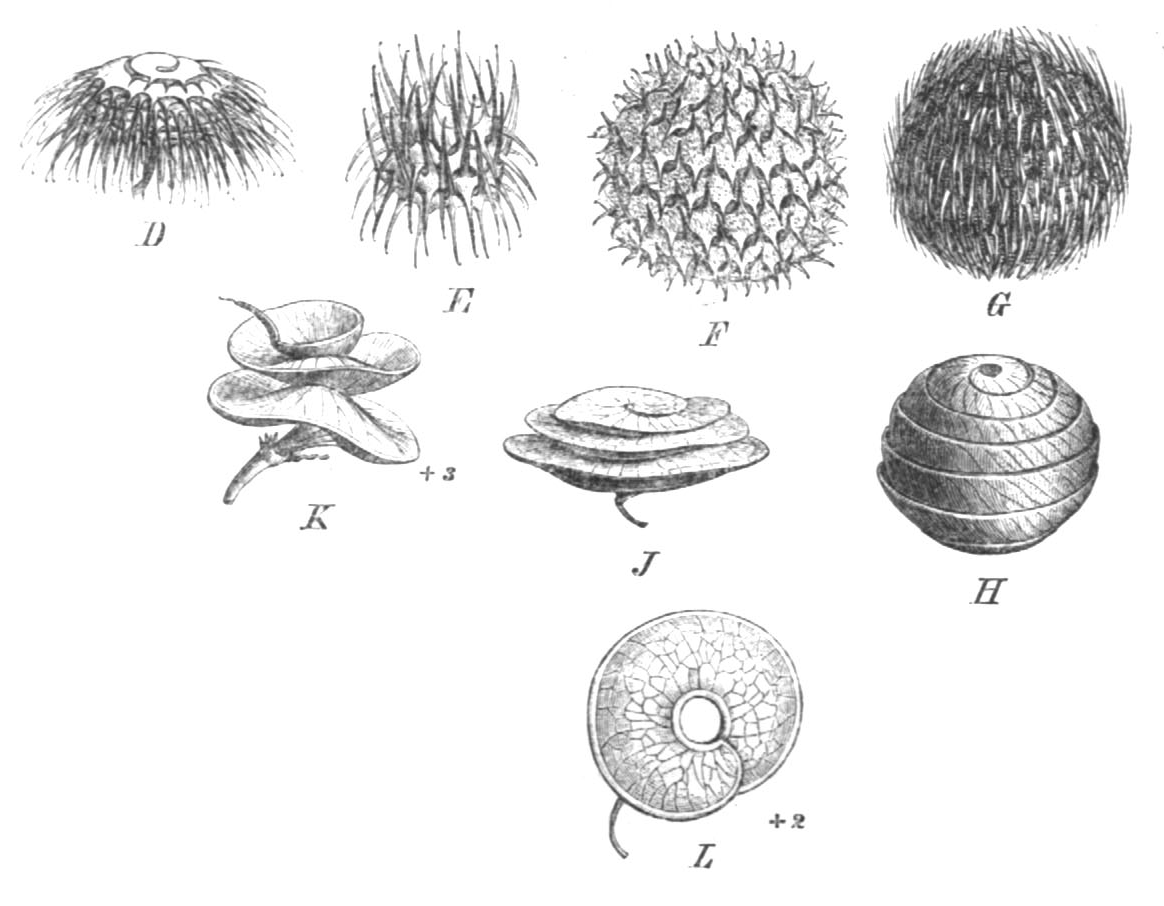
Frutti di varie specie di Medicago

Le specie del genere Medicago sono per lo più erbe perenni, ma esistono anche specie con portamento suffruticoso o arbustivo (tra cui Medicago arborea, alta 1–2 m, spontanea anche in Italia).
Le foglie sono composte trifoliate, molto simili a quelle del trifoglio, e hanno margine finemente seghettato. Sono presenti anche due stipole.
I fiori, irregolari, hanno la tipica corolla papilionacea delle Leguminose. In quasi tutte le specie sono riuniti in infiorescenze. Il colore più comune è il giallo, ma ci sono specie con fiori purpurei, azzurri o rossi.
I frutti sono legumi quasi sempre arrotolati su sé stessi, in modo diverso per ciascuna specie. All'interno ci sono da 3 a 15 semi.
Le radici ospitano batteri simbionti in grado di fissare l'azoto atmosferico.

## Distribuzione e habitat
Il genere ha un ampio areale che abbraccia Eurasia e Africa.

## Tassonomia
Da sempre inserito nella famiglia delle Leguminose o Fabacee, questo genere ha una grande affinità con il genere Trifolium, tanto da essere inserito nella stessa tribù delle Trifoliee.
Comprende le seguenti specie:
- Medicago arabica (L.) Huds.
- Medicago arborea L.
- Medicago archiducis-nicolai Širj.

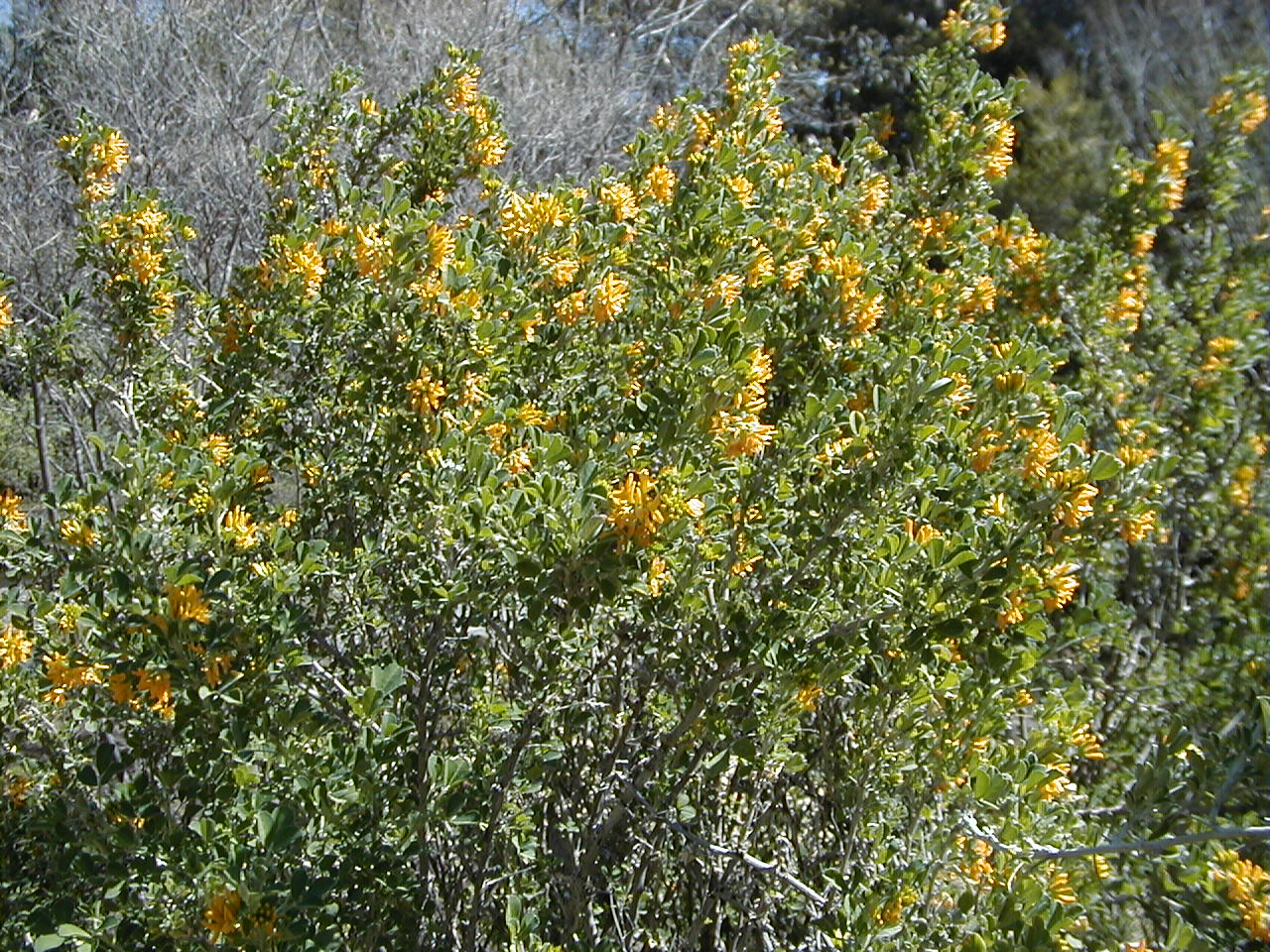
Medicago arborea

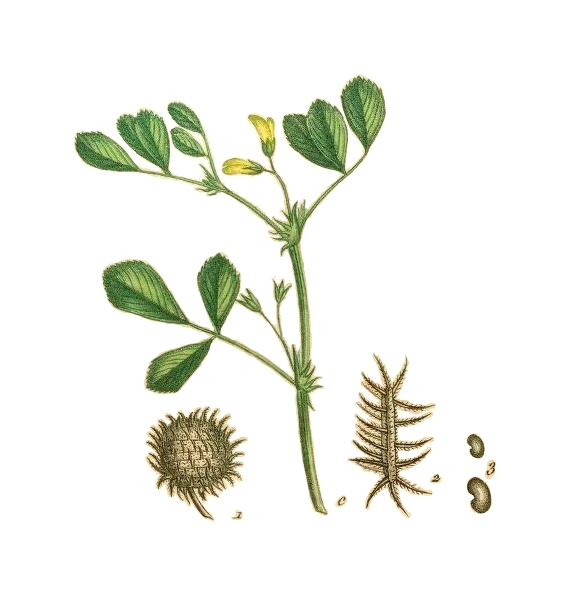
Medicago ciliaris

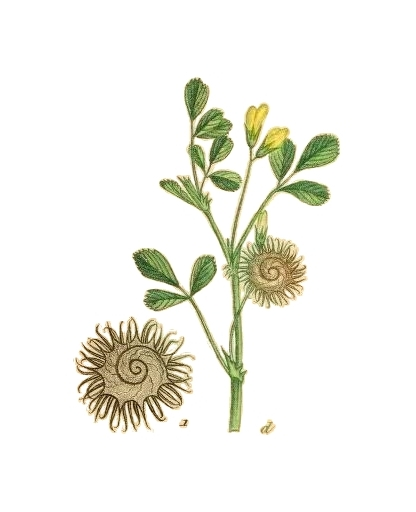
Medicago disciformis

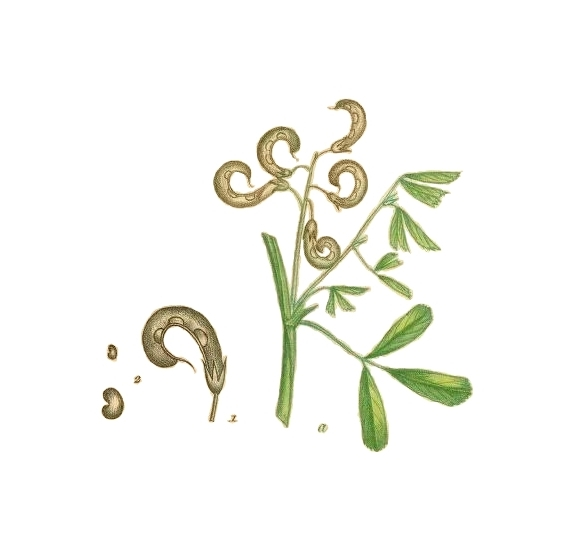
Medicago falcata

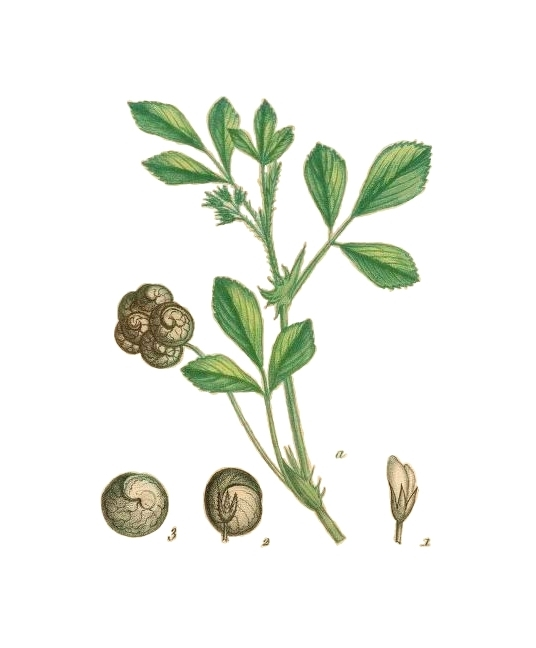
Medicago italica

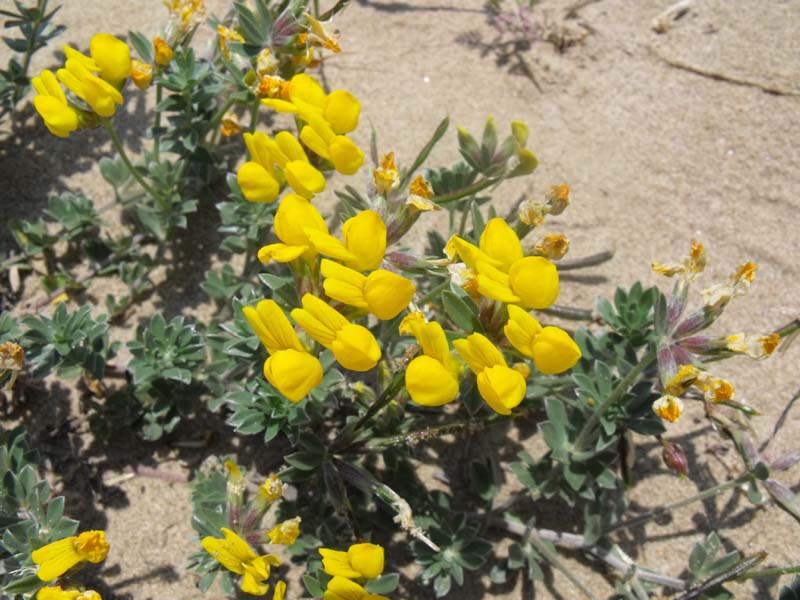
Medicago marina

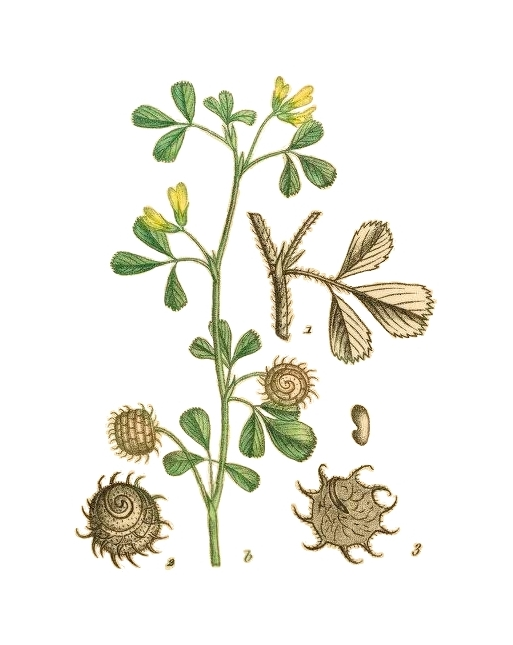
Medicago rigidula

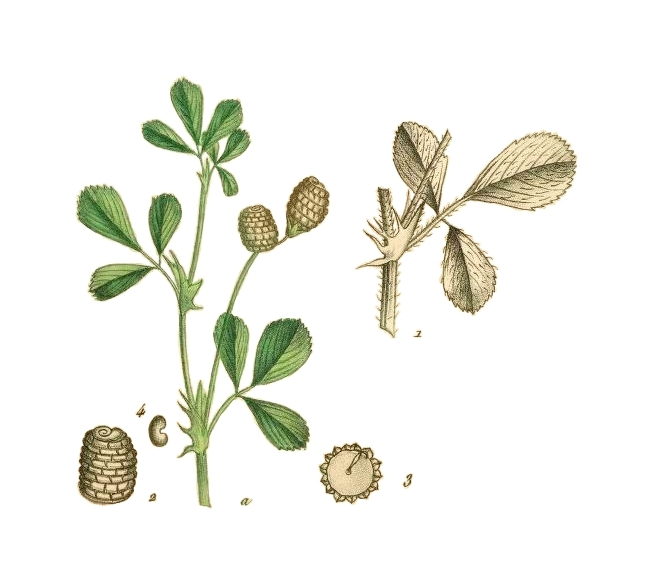
Medicago turbinata

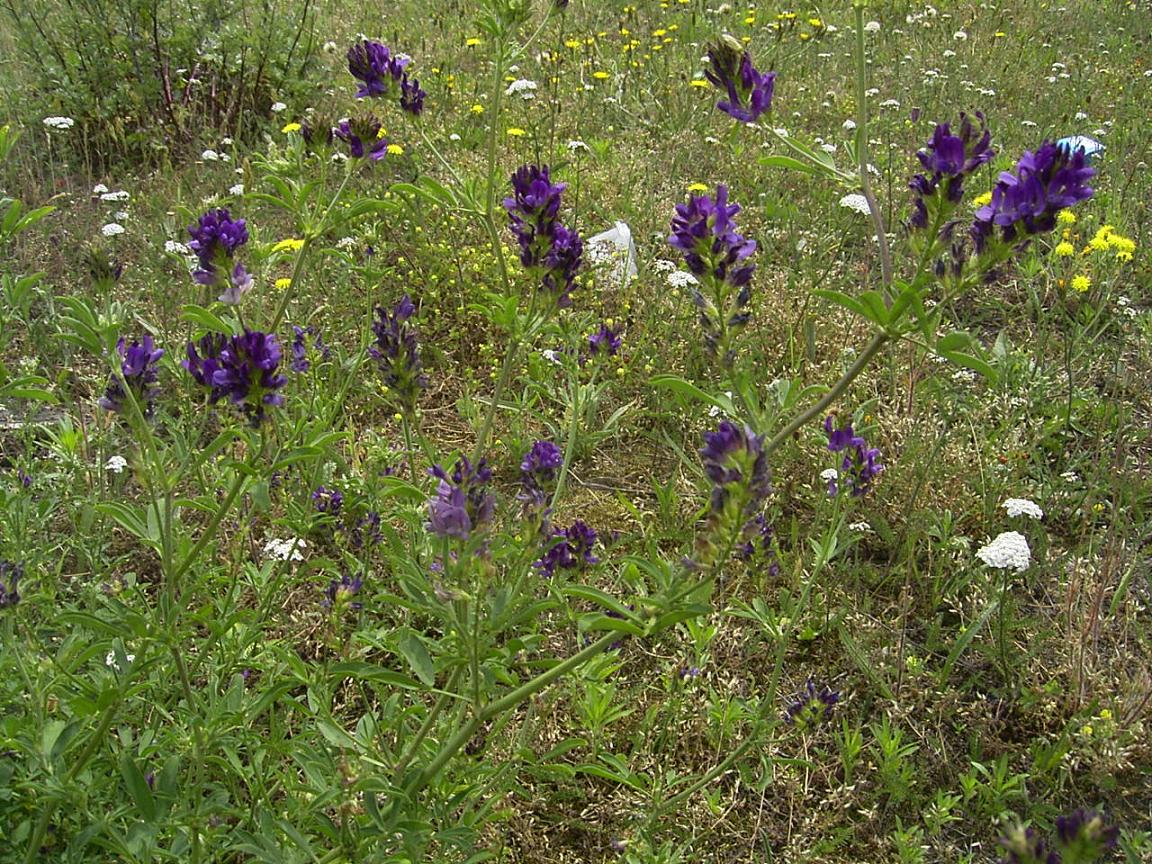
Piante di erba medica (Medicago sativa) a fiori violetti

- Medicago arenicola (Hub.-Mor.) E.Small
- Medicago astroites (Fisch. & C.A.Mey.) Trautv.
- Medicago biflora (Griseb.) E.Small
- Medicago × blancheana Boiss.
- Medicago bonarotiana Arcang.
- Medicago brachycarpa Fisch. ex M.Bieb.
- Medicago × canariensis Benth.
- Medicago cancellata M.Bieb.
- Medicago carica (Hub.-Mor.) E.Small
- Medicago carstiensis Wulfen
- Medicago × casellasii P.Monts.
- Medicago ciliaris (L.) All.
- Medicago constricta Durieu
- Medicago coronata (L.) Bartal.
- Medicago crassipes (Boiss.) E.Small
- Medicago cretacea M.Bieb.
- Medicago daghestanica Rupr. ex Boiss.
- Medicago disciformis DC.
- Medicago doliata Carmign.
- Medicago edgeworthii Širj.
- Medicago falcata L.
- Medicago fischeriana (Ser.) Trautv.
- Medicago globosa C.Presl
- Medicago granadensis Willd.
- Medicago halophila (Boiss.) E.Small
- Medicago heldreichii E.Small
- Medicago heyniana Greuter
- Medicago huberi E.Small
- Medicago hybrida (Pourr.) Trautv.
- Medicago hypogaea E.Small
- Medicago intertexta (L.) Mill.
- Medicago isthmocarpa (Boiss. & Balansa) E.Small
- Medicago laciniata (L.) Mill.
- Medicago lanigera C.Winkl. & B.Fedtsch.
- Medicago laxispira Heyn
- Medicago lessingii Fisch. & C.A.Mey. ex Kar.
- Medicago littoralis Rohde ex Loisel.
- Medicago lupulina L.
- Medicago makranica Heyn
- Medicago marina L.
- Medicago medicaginoides (Retz.) E.Small
- Medicago minima (L.) Bartal.
- Medicago × mixta Sennholz
- Medicago monantha (C.A.Mey.) Trautv.
- Medicago monspeliaca (L.) Trautv.
- Medicago murex Willd.
- Medicago muricoleptis Tineo
- Medicago noeana Boiss.
- Medicago orbicularis (L.) Bartal.
- Medicago orthoceras (Kar. & Kir.) Trautv.
- Medicago ovalis (Boiss.) Urb.
- Medicago pamphylica (Hub.-Mor. & Širj.) E.Small
- Medicago papillosa Boiss.
- Medicago persica (Boiss.) E.Small
- Medicago phrygia (Boiss. & Balansa) E.Small
- Medicago pironae Vis.
- Medicago platycarpos (L.) Trautv.
- Medicago plicata (Boiss.) Širj.
- Medicago polyceratia (L.) Sauvages ex Trautv.
- Medicago polymorpha L.
- Medicago popovii (Korovin) Širj.
- Medicago praecox DC.
- Medicago prostrata Jacq.
- Medicago radiata L.
- Medicago retrorsa (Boiss.) E.Small
- Medicago rhodopea Velen.
- Medicago rhytidiocarpa (Boiss. & Balansa) E.Small
- Medicago rigida (Boiss. & Balansa) E.Small
- Medicago rigidula (L.) All.
- Medicago rigiduloides E.Small
- Medicago rostrata (Boiss. & Balansa) E.Small
- Medicago rotata Boiss.
- Medicago rugosa Desr.
- Medicago rupestris M.Bieb.
- Medicago ruthenica (L.) Trautv.
- Medicago × sabulensis H.Lév.
- Medicago sativa L.
- Medicago sauvagei Nègre
- Medicago saxatilis M.Bieb.
- Medicago scutellata (L.) Mill.
- Medicago secundiflora Durieu
- Medicago shepardii Post ex Boiss.
- Medicago sinskiae Uljanova
- Medicago soleirolii Duby
- Medicago sphaerocarpos Bertol.
- Medicago suffruticosa Ramond ex DC.
- Medicago syriaca E.Small
- Medicago tenoreana Ser.
- Medicago tetraprostrata J.S.Erikss. & B.E.Pfeil
- Medicago tornata (L.) Mill.
- Medicago truncatula Gaertn.
- Medicago turbinata (L.) All.
- Medicago × varia Martyn

### Specie presenti in Italia
In Italia crescono le seguenti specie:
- Medicago arabica (L.) Huds.
- Medicago arborea L. (erba medica arborea)
- Medicago blancheana Boiss.
- Medicago carstiensis Jacq.
- Medicago ciliaris (L.) All.
- Medicago coronata (L.) Bartal.
- Medicago disciformis DC.
- Medicago doliata Carmign.
- Medicago falcata L.
- Medicago globosa Presl
- Medicago glutinosa M.Bieb.
- Medicago intertexta (L.) Mill.
- Medicago italica (Mill.) Fiori
- Medicago laciniata (L.) Mill.
- Medicago littoralis Rohde ex Loisel.
- Medicago lupulina L.
- Medicago marina L.
- Medicago minima (L.) Bartal.
- Medicago murex Willd.
- Medicago orbicularis (L.) Bartal.
- Medicago pironae Vis.
- Medicago polymorpha L.
- Medicago praecox DC.
- Medicago prostrata Jacq.
- Medicago rigidula (L.) All.
- Medicago rugosa Desr.
- Medicago sativa L. (erba medica in senso stretto o alfalfa)
- Medicago scutellata (L.) Mill.
- Medicago secundiflora Durieu
- Medicago soleirolii Duby
- Medicago tenoreana Ser.
- Medicago tornata (L.) Mill.
- Medicago truncatula Gaertn.
- Medicago tuberculata (Retz.) Willd.
- Medicago turbinata (L.) All.

### Specie in pericolo critico di estinzione
Specie inserite nella lista rossa IUCN (in pericolo critico di estinzione):
- Medicago citrina (Font Quer) Greuter (Baleari)[3]

## Usi
L'erba medica propriamente detta (Medicago sativa) è usata come foraggio. Occasionalmente lo stesso uso viene fatto di altre specie, in particolare Medicago lupulina e Medicago truncatula.